# Das “Melora”-Problem
Das “Melora”-Problem (Originaltitel: Melora) ist die sechste Folge der zweiten Staffel der US-amerikanischen Science-Fiction-Fernsehserie Star Trek: Deep Space Nine. Sie wurde in den Vereinigten Staaten über Syndication vermarktet und erstmals am 31. Oktober 1993 auf verschiedenen Fernsehsendern ausgestrahlt. In Deutschland war sie zum ersten Mal am 5. September 1994 in einer synchronisierten Fassung auf Sat.1 zu sehen.

## Handlung
Im Jahr 2370 bei Sternzeit 47229.1 kommt eine neue Offizierin auf die Raumstation Deep Space Nine: Die Kartografin Fähnrich Melora Pazlar ist die erste Elaysianerin in der Sternenflotte. Sie stammt von einem Planeten mit stark verminderter Schwerkraft und ist daher auf besondere Vorkehrungen angewiesen, um sich in einer Umgebung mit erdähnlicher Schwerkraft bewegen zu können. In Sternenflotteneinrichtungen werden für solche Fälle Antigravitationseinheiten benutzt, doch die sind mit den Systemen der von den Cardassianern erbauten Station Deep Space Nine nicht kompatibel. Pazlar ist daher auf der Station auf ein Exoskelett und einen Rollstuhl angewiesen. Lediglich in ihrem Quartier lässt sich die Schwerkraft verringern. Insbesondere Stationsarzt Julian Bashir hat dafür gesorgt, dass die Station an Pazlars Bedürfnisse angepasst wird.
Gemeinsam mit Wissenschaftsoffizierin Jadzia Dax empfängt Bashir Pazlar und etwas später besprechen sie gemeinsam die Einzelheiten ihrer ersten Mission. Sie lernen Pazlar dabei als eine Person kennen, die viel Wert auf Selbstständigkeit legt und sich nur ungern von Anderen helfen lässt. Sie soll mit einem Runabout zu einer Kartierungsmission in den Gamma-Quadranten aufbrechen. Sie würde diese Reise gern allein unternehmen, doch Commander Sisko besteht darauf, dass Dax sie begleitet. Nach Feierabend besucht Bashir Pazlar in ihrem Quartier, um zu sehen, ob es ihren Wünschen entspricht. Die beiden kommen sich in einem Gespräch etwas näher und beschließen, gemeinsam ein klingonisches Restaurant aufzusuchen. Dort reden sie weiter und lernen sich besser kennen.
Der Barbesitzer Quark hofft unterdessen auf ein einträgliches Geschäft, denn er will einem Yridianer ein wertvolles und kulturell bedeutsames Schmuckstück verkaufen. Völlig unerwartet taucht ein alter Bekannter von Quark namens Fallit Kot auf. Die beiden hatten vor acht Jahren zusammen einen Transporter überfallen, was aber fehlschlug. Kot landete im Gefängnis, weil Quark ihn verraten hatte, um selbst einer Strafe zu entgehen. Jetzt ist er wieder frei und er lässt Quark wissen, dass er hier ist, um ihn umzubringen. Quark versucht, ihn zu beschwichtigen und will ihn mit gutem Essen, Frauen und anderen Annehmlichkeiten bestechen, doch Kot lässt sich von seinem Vorhaben nicht abbringen.
Am nächsten Morgen sucht Dax nach Pazlar. Sie findet sie schließlich in einem Frachtraum, wo sie hilflos am Boden liegt. Pazlar erklärt, sie habe ein Gerät für ihre Mission holen wollen, doch sie war zu unachtsam und fiel aus ihrem Rollstuhl. Bashir stellt keine ernsten Verletzungen fest, verschiebt die Mission aber um einen Tag. Er begleitet sie zu ihrem Quartier und erzählt, dass er einen älteren Forschungsansatz weiterverfolgt, der es ihr vielleicht ermöglichen könnte, bei erdähnlicher Schwerkraft normal zu laufen. Pazlar lädt Bashir in ihr Quartier ein und schaltet die Schwerkraft ab. Die beiden schweben gemeinsam durch den Raum und schließlich küssen sie sich.
Am folgenden Tag brechen Pazlar und Dax mit dem Runabout Orinoco zu ihrer Mission auf. Während des Fluges bringt Pazlar ihre Gefühle für Bashir zur Sprache. Da sie ganz unterschiedliche Ansprüche an ihre Umgebung haben, ist sie unsicher, ob eine Beziehung zwischen ihnen auf Dauer funktionieren würde. Dax ermutigt sie, indem sie Beispiele nennt, bei denen ganz ähnliche Widrigkeiten überwunden wurden. Als sie zurückkehren, berichtet Bashir, dass er Fortschritte bei Pazlars versprochener Therapie gemacht hat und bereit ist, sie zu testen. Es gelingt ihm tatsächlich, ihr Muskelwachstum anzuregen. Pazlar ist in der Lage, ihren Rollstuhl zu verlassen und einige Schritte zu gehen. Bashir verspricht ihr, dass sie mit der Zeit immer besser laufen wird. Allerdings muss sie auf die Nutzung der Antigravitationseinheit in ihrem Quartier verzichten, da sonst ihre Feinmotorik leiden würde.
Quark informiert Sicherheitschef Odo über Kot, aber Odo unternimmt vorläufig nichts, außer Kot im Auge zu behalten. Schließlich bietet Quark an, Kot die Bezahlung für das yridianische Schmuckstück zu überlassen. Gemeinsam gehen sie zur Übergabe der Ware, doch dort erschießt Kot kurzerhand den Yridianer und schnappt sich sowohl die Bezahlung als auch den Schmuck. Dann ergreift er mit Quark als Geisel die Flucht.
Dax und Pazlar setzen ihre Kartierungsmission fort. Dabei äußert Pazlar Zweifel an der Therapie. Sie fühlt sich plötzlich zwischen zwei Welten gefangen, denn ihr stünden zwar ganz neue Möglichkeiten offen, aber ihrer Heimatwelt könnte sie nur noch kurze Besuche abstatten. Als die Orinoco zur Station zurückkehrt, haben Odo und seine Leute gerade die Verfolgung von Kot aufgenommen. Der läuft mit Quark direkt auf die Orinoco zu, nimmt Dax und Pazlar als weitere Geiseln und zwingt sie, wieder abzulegen und in den Gamma-Quadranten zu fliegen. Sisko will die Orinoco mit einem Traktorstrahl festhalten, doch Kot zwingt ihn dazu, den Strahl zu deaktivieren, indem er auf Pazlar schießt und droht, auch die anderen Geiseln zu töten.
Die Orinoco fliegt fort, Sisko nimmt aber mit einem weiteren Runabout umgehend die Verfolgung auf. An Bord der Orinoco gerät Kot in Streit mit Dax, denn sie weigert sich, auf die Verfolger zu feuern. Unbemerkt kommt Pazlar, die von Kot für tot gehalten wird, wieder zu sich und deaktiviert heimlich die künstliche Schwerkraft. So kann sie Kot überrumpeln und mit Hilfe von Dax und Quark schließlich entwaffnen. Beide Runabouts kehren zur Station zurück. Bashir vermutet, dass die vielen Neuro-Stimulanzien, die sie im Rahmen ihrer Therapie bekommt, dafür gesorgt haben, dass Pazlar den Schuss überlebt hat. Während eines Essens im klingonischen Restaurant gesteht ihm Pazlar, dass sie die Therapie nicht weiter fortführen möchte, denn obwohl ihr mehr Unabhängigkeit gefallen würde, würde sie sich dann nicht mehr als Elaysianerin fühlen. Sie dankt Bashir jedoch dafür, dass sie durch ihn gelernt hat, anderen Personen zu vertrauen.

## Besonderheiten

### Verbindungen zu anderen Star-Trek-Produktionen
Das klingonische Restaurant auf Deep Space Nine ist hier erstmals zu sehen.

### Besonderheiten der deutschen Synchronfassung
Als Quark Fallit Kot Essen serviert, wird ein Satz von ihm in der deutschen Synchronfassung seinem Kellner Broik (gespielt von David B. Levinson) in den Mund gelegt, der in der Originalfassung keine Sprechrolle hat. Als Synchronsprecher fungierte Wilfried Herbst, der normalerweise Quarks Bruder Rom (gespielt von Max Grodénchik) sprach.

## Produktion

### Drehbuch
Eine Figur, die aus einer Umgebung mit verminderter Schwerkraft stammt, war während der Konzeptionsphase der Serie Star Trek: Deep Space Nine zeitweise als Wissenschaftsoffizierin vorgesehen gewesen. Da die für sie benötigten Spezialeffekte aber als zu teuer angesehen wurden, wurde die Figur durch Jadzia Dax ersetzt. Michael Piller behielt die Idee jedoch im Blick und während der zweiten Staffel ergab sich die Gelegenheit, die Figur, die nun den Namen Melora Pazlar erhielt, in einer einzelnen Folge auftreten zu lassen. Evan Carlos Somers schrieb die erste Drehbuchfassung, die von Steven Baum, Michael Piller und James Crocker noch stark überarbeitet wurde.

### Darsteller
Die Hauptfigur Jake Sisko (Cirroc Lofton) hat in dieser Folge keinen Auftritt.
Don Stark, Darsteller von Ashrock, spielte auch das Hologramm Nicky die Nase im Spielfilm Star Trek: Der erste Kontakt.
Ron Taylor spielte den klingonischen Restaurantbesitzer noch einmal in Folge 2.17 (Der Trill-Kandidat) von Star Trek: Deep Space Nine.

### Effekte
Die Szenen in Schwerelosigkeit wurden gedreht, indem die Schauspieler an Drähten in die Luft gezogen wurden. Diese wurden anschließend digital aus den Aufnahmen retuschiert.

## Adaptionen
Die Figur Melora Pazlar wurde in zahlreichen nichtkanonischen Star-Trek-Romanen wieder aufgegriffen.

## Rezeption
Keith DeCandido bewertete Das “Melora”-Problem 2013 auf tor.com als eine eher schlechte Folge von Star Trek: Deep Space Nine. Er fand, dass Siddig El Fadil und Daphne Ashbrook eine gute Chemie haben und Ashbrook Melora Pazlar auch gut spiele. Letztendlich sei ihre Figur aber sehr schlecht geschrieben und es sei schwer, sie sympathisch zu finden. Sie betont immer wieder, dass sie keine besondere Behandlung wünscht, erwartet aber letztlich genau dies, indem sie ständig die Anordnungen ihrer Vorgesetzten in Frage stellt. Auch die Nebenhandlung um Quark fand DeCandido eher schwach.